# Mistrzostwa Europy w Pływaniu 2020
Mistrzostwa Europy w Pływaniu 2020 – 35. edycja mistrzostw Europy w pływaniu, które odbywały się w dniach 10–23 maja 2021 roku w Budapeszcie. Pierwotnie zawody miały się odbyć w maju, ale z powodu pandemii Covid-19 zostały przełożone na sierpień. Mistrzostwa miały się odbyć między 17-30 sierpnia 2020. Ponownie zostały przełożone na 10-23 maja 2021 roku. 

## Plan mistrzostw
| ● | Finały |

| Maj                          | 10 | 11 | 12 | 13 | 14 | 15 | 16 | 17 | 18 | 19 | 20 | 21 | 22 | 23 | Łącznie |
| ---------------------------- | -- | -- | -- | -- | -- | -- | -- | -- | -- | -- | -- | -- | -- | -- | ------- |
| Pływanie                     |    |    |    |    |    |    |    | 4  | 6  | 6  | 6  | 6  | 6  | 9  | 43      |
| Pływanie na otwartym akwenie |    |    | 2  | 2  |    | 1  | 2  |    |    |    |    |    |    |    | 7       |
| Pływanie synchroniczne       | 1  | 1  | 2  | 2  | 3  | 1  |    |    |    |    |    |    |    |    | 10      |
| Skoki do wody                | 1  | 2  | 2  | 2  | 2  | 2  | 2  |    |    |    |    |    |    |    | 13      |
| Łącznie                      | 2  | 3  | 6  | 6  | 5  | 4  | 4  | 4  | 6  | 6  | 6  | 6  | 6  | 9  | 73      |

## Klasyfikacja medalowa mistrzostw
| Miejsce | Państwo         | Złoto | Srebro | Brąz | Razem |
| ------- | --------------- | ----- | ------ | ---- | ----- |
| 1.      | Rosja           | 20    | 9      | 13   | 42    |
| 2.      | Wielka Brytania | 12    | 13     | 7    | 32    |
| 3.      | Włochy          | 10    | 14     | 20   | 44    |
| 4.      | Ukraina         | 7     | 5      | 2    | 14    |
| 5.      | Holandia        | 6     | 5      | 1    | 12    |
| 6.      | Węgry           | 5     | 4      | 6    | 15    |
| 7.      | Niemcy          | 5     | 2      | 4    | 11    |
| 8.      | Francja         | 2     | 5      | 3    | 10    |
| 9.      | Hiszpania       | 1     | 4      | 2    | 7     |
| 10.     | Grecja          | 1     | 2      | 3    | 6     |
| 11.     | Finlandia       | 1     | 1      | 0    | 2     |
| 11.     | Rumunia         | 1     | 1      | 0    | 2     |
| 13.     | Szwecja         | 1     | 0      | 3    | 4     |
| 14.     | Izrael          | 1     | 0      | 1    | 2     |
| 15.     | Czechy          | 1     | 0      | 0    | 1     |
| 16.     | Szwajcaria      | 0     | 3      | 1    | 4     |
| 17.     | Białoruś        | 0     | 2      | 2    | 4     |
| 18.     | Austria         | 0     | 1      | 2    | 3     |
| 19.     | Dania           | 0     | 1      | 1    | 2     |
| 20.     | Bułgaria        | 0     | 1      | 0    | 1     |
| 20.     | Polska          | 0     | 1      | 0    | 1     |
| 22.     | Litwa           | 0     | 0      | 1    | 1     |
| Razem   | Razem           | 74    | 74     | 72   | 220   |

## Medaliści

### Pływanie

#### Mężczyźni
| Konkurencja                 | Złoto | Czas        | Srebro | Czas     | Brąz | Czas     |
| Styl dowolny                | |             | |          | |          |
| 50 metrów                   | Ari-Pekka Liukkonen · Finlandia | 21,61       | Benjamin Proud · Wielka Brytania | 21,69    | Kristian Gołomeew · Grecja | 21,73    |
| 100 metrów                  | Klimient Kolesnikow · Rosja | 47,37       | Alessandro Miressi · Włochy | 47,45    | Andriej Minakow · Rosja | 47,74    |
| 200 metrów                  | Martin Malutin · Rosja | 1:44,79     | Duncan Scott · Wielka Brytania | 1:45,19  | Thomas Dean · Wielka Brytania | 1:45,34  |
| 400 metrów                  | Martin Malutin · Rosja | 3:44,18     | Felix Auböck · Austria | 3:44,63  | Danas Rapšys · Litwa | 3:45,39  |
| 800 metrów                  | Mychajło Romanczuk · Ukraina | 7:42,61     | Gregorio Paltrinieri · Włochy | 7:43,62  | Gabriele Detti · Włochy | 7:46,10  |
| 1500 metrów                 | Mychajło Romanczuk · Ukraina | 14:39,89    | Gregorio Paltrinieri · Włochy | 14:42,91 | Domenico Acerenza · Włochy | 14:54,36 |
| Styl grzbietowy             | |             | |          | |          |
| 50 metrów                   | Klimient Kolesnikow · Rosja | 23,80       | Robert Glință · Rumunia | 24,42    | Hugo González · Hiszpania | 24,47    |
| 100 metrów                  | Robert Glință · Rumunia | 52,88       | Hugo González · Hiszpania | 52,90    | Apostolos Christou · GrecjaYohann Ndoye Brouard · Francja                                                                                               | 52,97    |
| 200 metrów                  | Jewgienij Ryłow · Rosja | 1:54,46     | Luke Greenbank · Wielka Brytania | 1:54,62  | Roman Mityukov · Szwajcaria | 1:56,33  |
| Styl klasyczny              | |             | |          | |          |
| 50 metrów                   | Adam Peaty · Wielka Brytania | 26,21       | Ilja Szymanowicz · Białoruś | 26,55    | Nicolò Martinenghi · Włochy | 26,68    |
| 100 metrów                  | Adam Peaty · Wielka Brytania | 57,66       | Arno Kamminga · Holandia | 58,10    | James Wilby · Wielka Brytania | 58,58    |
| 200 metrów                  | Anton Czupkow · Rosja | 2:06,99     | Arno Kamminga · Holandia | 2:07,35  | Erik Persson · Szwecja | 2:07,66  |
| Styl motylkowy              | |             | |          | |          |
| 50 metrów                   | Szebasztián Szabó · Węgry | 23,00       | Andrij Howorow · Ukraina | 23,01    | Andriej Żyłkin · Rosja | 23,08    |
| 100 metrów                  | Kristóf Milák · Węgry | 50,18       | Josif Miladinow · Bułgaria | 50,93    | James Guy · Wielka Brytania | 50,99    |
| 200 metrów                  | Kristóf Milák · Węgry | 1:51,10     | Federico Burdisso · Włochy | 1:54,28  | Tamás Kenderesi · Węgry | 1:54,43  |
| Styl zmienny                | |             | |          | |          |
| 200 metrów                  | Hugo González · Hiszpania | 1:56,76     | Jérémy Desplanches · Szwajcaria | 1:56,95  | Alberto Razzetti · Włochy | 1:57,25  |
| 400 metrów                  | Ilja Borodin · Rosja | 4:10,02 WJ, | Alberto Razzetti · Włochy | 4:11,17  | Max Litchfield · Wielka Brytania | 4:11,56  |
| Sztafety                    | |             | |          | |          |
| 4 × 100 metrów st. dowolnym | Rosja · Andriej Minakow (48,18) · Aleksandr Szczogolew (47,64) · Władisław Griniew (47,49) · Klimient Kolesnikow (47,10) · Andriej Żyłkin · Michaił Wiekowiszczew · Iwan Giriew · Jewgienij Ryłow | 3:10,41     | Wielka Brytania · Thomas Dean (48,32) · Matthew Richards (48,13) · James Guy (47,92) · Duncan Scott (47,19) · Jacob Whittle · Joe Litchfield                                                         | 3:11,56  | Włochy · Alessandro Miressi (47,74) · Lorenzo Zazzeri (48,30) · Thomas Ceccon (47,98) · Manuel Frigo (47,85) · Leonardo Deplano                         | 3:11,87  |
| 4 × 200 metrów st. dowolnym | Rosja · Martin Malutin (1:45,15) · Aleksandr Szczogolew (1:45,39) · Aleksandr Krasnych (1:46,52) · Michaił Wiekowiszczew (1:46,42) · Iwan Giriew                                                  | 7:03,48     | Wielka Brytania · Thomas Dean (1:46,47) · Matthew Richards (1:46,97) · James Guy (1:45,88) · Duncan Scott (1:45,29) · Max Litchfield · Calum Jarvis                                                  | 7:04,61  | Włochy · Stefano Ballo (1:47,30) · Matteo Ciampi (1:46,17) · Marco De Tullio (1:46,02) · Stefano Di Cola (1:46,56) · Manuel Frigo · Filippo Megli       | 7:06,05  |
| 4 × 100 metrów st. zmiennym | Wielka Brytania · Luke Greenbank (53,64) · Adam Peaty (57,38) · James Guy (50,65) · Duncan Scott (46,92) · Joe Litchfield · James Wilby · Thomas Dean                                             | 3:28,59     | Rosja · Klimient Kolesnikow (52,13) · Kiriłł Prigoda (59,02) · Michaił Wiekowiszczew (50,94) · Andriej Minakow (47,41) · Jewgienij Ryłow · Anton Czupkow · Aleksandr Kudaszew · Aleksandr Szczogolew | 3:29,50  | Włochy · Thomas Ceccon (53,59) · Nicolò Martinenghi (57,84) · Federico Burdisso (51,29) · Alessandro Miressi (47,21) · Alessandro Pinzuti · Piero Codia | 3:29,93  |

#### Kobiety
| Konkurencja                 | Złoto | Czas      | Srebro | Czas       | Brąz | Czas     |
| Styl dowolny                | |           | |            | |          |
| 50 metrów                   | Ranomi Kromowidjojo · Holandia | 23,97     | Pernille Blume · Dania · Katarzyna Wasick · Polska | 24,1724,17 | [ b ] | [ b ]    |
| 100 metrów                  | Femke Heemskerk · Holandia | 53,05     | Marie Wattel · Francja | 53,32      | Anna Hopkin · Wielka Brytania | 53,43    |
| 200 metrów                  | Barbora Seemanová · Czechy | 1:56,27   | Federica Pellegrini · Włochy | 1:56,29    | Freya Anderson · Wielka Brytania | 1:56,42  |
| 400 metrów                  | Simona Quadarella · Włochy | 4:04,66   | Anna Jegorowa · Rosja | 4:06,05    | Boglárka Kapás · Węgry | 4:06,90  |
| 800 metrów                  | Simona Quadarella · Włochy | 8:20,23   | Anastasija Kirpicznikowa · Rosja | 8:21,86    | Anna Jegorowa · Rosja | 8:26,56  |
| 1500 metrów                 | Simona Quadarella · Włochy | 15:53,59  | Anastasija Kirpicznikowa · Rosja | 16:01,06   | Martina Caramignoli · Włochy | 16:05,81 |
| Styl grzbietowy             | |           | |            | |          |
| 50 metrów                   | Kira Toussaint · Holandia | 27,36     | Kathleen Dawson · Wielka Brytania | 27,46      | Maaike de Waard · Holandia | 27,74    |
| 100 metrów                  | Kathleen Dawson · Wielka Brytania | 58,49     | Margherita Panziera · Włochy | 59,01      | Marija Kamieniewa · Rosja | 59,22    |
| 200 metrów                  | Margherita Panziera · Włochy | 2:06,08   | Cassie Wild · Wielka Brytania | 2:07,74    | Katalin Burián · Węgry | 2:07,87  |
| Styl klasyczny              | |           | |            | |          |
| 50 metrów                   | Benedetta Pilato · Włochy | 29,35     | Ida Hulkko · Finlandia | 30,19      | Julija Jefimowa · Rosja | 30,22    |
| 100 metrów                  | Sophie Hansson · Szwecja | 1:05,69   | Arianna Castiglioni · Włochy | 1:06,13    | Martina Carraro · Włochy | 1:06,21  |
| 200 metrów                  | Molly Renshaw · Wielka Brytania | 2:21,34   | Lisa Mamie · Szwajcaria | 2:22,05    | Julija Jefimowa · Rosja | 2:22,16  |
| Styl motylkowy              | |           | |            | |          |
| 50 metrów                   | Ranomi Kromowidjojo · Holandia | 25,30     | Mélanie Henique · Francja | 25,46      | Emilie Beckmann · Dania | 25,59    |
| 100 metrów                  | Anna Ntountounaki · Grecja · Marie Wattel · Francja | 57,37     | [ b ] | [ b ]      | Louise Hansson · Szwecja | 57,56    |
| 200 metrów                  | Boglárka Kapás · Węgry | 2:06,50   | Katinka Hosszú · Węgry | 2:08,14    | Swietłana Czimrowa · Rosja | 2:08,55  |
| Styl zmienny                | |           | |            | |          |
| 200 metrów                  | Anastasia Gorbenko · Izrael | 2:09,99   | Abbie Wood · Wielka Brytania | 2:10,03    | Katinka Hosszú · Węgry | 2:10,12  |
| 400 metrów                  | Katinka Hosszú · Węgry | 4:34,76   | Viktória Mihályvári-Farkas · Węgry · Aimee Willmott · Wielka Brytania                                                                                            | 4:36,81    | [ b ] | [ b ]    |
| Sztafety                    | |           | |            | |          |
| 4 × 100 metrów st. dowolnym | Wielka Brytania · Lucy Hope (53,89) · Anna Hopkin (53,59) · Abbie Wood (53,90) · Freya Anderson (52,79) · Evelyn Davis · Emma Russell                                           | 3:34,17   | Holandia · Ranomi Kromowidjojo (53,56) · Kira Toussaint (54,61) · Marrit Steenbergen (54,13) · Femke Heemskerk (51,99) · Kim Busch · Robin Neumann               | 3:34,29    | Francja · Marie Wattel (53,97) · Charlotte Bonnet (53,36) · Anouchka Martin (54,25) · Assia Touati (54,34) · Lison Nowaczyk                                                      | 3:35,92  |
| 4 × 200 metrów st. dowolnym | Wielka Brytania · Lucy Hope (1:58,45) · Tamryn van Selm (1:58,59) · Holly Hibbott (1:59,71) · Freya Anderson (1:56,40) · Emma Russell                                           | 7:53,15   | Węgry · Zsuzsanna Jakabos (1:59,34) · Fanni Fábián (2:00,19) · Laura Veres (1:59,23) · Boglárka Kapás (1:57,50) · Evelyn Verrasztó                               | 7:56,26    | Włochy · Stefania Pirozzi (1:59,63) · Sara Gailli (1:59,94) · Simona Quadarella (2:00,61) · Federica Pellegrini (1:56,54) · Lisa Angiolini                                       | 7:56,72  |
| 4 × 100 metrów st. zmiennym | Wielka Brytania · Kathleen Dawson (58,08) · Molly Renshaw (1:05,72) · Laura Stephens (57,55) · Anna Hopkin (52,66) · Cassie Wild · Sarah Vasey · Harriet Jones · Freya Anderson | 3:54,01 , | Rosja · Marija Kamieniewa (59,47) · Julija Jefimowa (1:05,77) · Swietłana Czimrowa (56,78) · Arina Surkowa (54,23) · Anastasija Fiesikowa · Jewgienija Czikunowa | 3:56,25    | Włochy · Margherita Panziera (59,71) · Arianna Castiglioni (1:05,66) · Elena Di Liddo (57,27) · Federica Pellegrini (53,66) · Silvia Scalia · Martina Carraro · Silvia Di Pietro | 3:56,30  |

#### Konkurencje mieszane
| Konkurencja                 | Złoto | Czas       | Srebro | Czas    | Brąz | Czas    |
| Sztafety                    | |            | |         | |         |
| 4 × 100 metrów st. dowolnym | Wielka Brytania · Duncan Scott (48,20) · Thomas Dean (48,11) · Anna Hopkin (52,88) · Freya Anderson (52,88) · Matthew Richards · Jacob Whittle · Evelyn Davis · Lucy Hope | 3:22,07 =, | Holandia · Stan Pijnenburg (48,55) · Jesse Puts (48,39) · Ranomi Kromowidjojo (53,59) · Femke Heemskerk (51,73) · Luc Kroon · Marrit Steenbergen · Kim Busch                  | 3:22,26 | Włochy · Alessandro Miressi (47,63) · Thomas Ceccon (47,59) · Federica Pellegrini (53,58) · Silvia Di Pietro (53,84) · Manuel Frigo · Chiara Tarantino                                                   | 3:22,64 |
| 4 × 200 metrów st. dowolnym | Wielka Brytania · Thomas Dean (1:46,54) · James Guy (1:45,43) · Abbie Wood (1:56,67) · Freya Anderson (1:58,03) · Calum Jarvis · Joe Litchfield · Lucy Hope               | 7:26,67    | Włochy · Stefano Ballo (1:46,96) · Stefano Di Cola (1:46,16) · Federica Pellegrini (1:55,66) · Margherita Panziera (2:00,57) · Stefania Pirozzi · Filippo Megli · Sara Gailli | 7:29,35 | Rosja · Aleksandr Szczogolew (1:46,66) · Aleksandr Krasnych (1:47,05) · Anna Jegorowa (1:58,52) · Anastasija Kirpicznikowa (1:59,31) · Iwan Giriew · Jewgienij Ryłow · Marija Kamieniewa · Arina Surkowa | 7:31,54 |
| 4 × 100 metrów st. zmiennym | Wielka Brytania · Kathleen Dawson (58,43) · Adam Peaty (57,13) · James Guy (50,61) · Anna Hopkin (52,65) · Joe Litchfield · Harriet Jones                                 | 3:38,82    | Holandia · Kira Toussaint (59,59) · Arno Kamminga (58,37) · Nyls Korstanje (51,45) · Femke Heemskerk (51,87) · Ranomi Kromowidjojo                                            | 3:41,28 | Włochy · Margherita Panziera (59,55) · Nicolò Martinenghi (58,05) · Elena Di Liddo (57,54) · Alessandro Miressi (47,16) · Simone Sabbioni · Silvia Di Pietro                                             | 3:42,30 |

#### Klasyfikacja medalowa
| Miejsce | Państwo         | Złoto | Srebro | Brąz | Razem |
| ------- | --------------- | ----- | ------ | ---- | ----- |
| 1.      | Wielka Brytania | 11    | 9      | 6    | 26    |
| 2.      | Rosja           | 9     | 5      | 8    | 22    |
| 3.      | Włochy          | 5     | 9      | 13   | 27    |
| 4.      | Węgry           | 5     | 3      | 4    | 12    |
| 5.      | Holandia        | 4     | 5      | 1    | 10    |
| 6.      | Ukraina         | 2     | 1      | 0    | 3     |
| 7.      | Francja         | 1     | 2      | 2    | 5     |
| 8.      | Hiszpania       | 1     | 1      | 1    | 3     |
| 9.      | Finlandia       | 1     | 1      | 0    | 2     |
| 9.      | Rumunia         | 1     | 1      | 0    | 2     |
| 11.     | Grecja          | 1     | 0      | 2    | 3     |
| 11.     | Szwecja         | 1     | 0      | 2    | 3     |
| 13.     | Czechy          | 1     | 0      | 0    | 1     |
| 13.     | Izrael          | 1     | 0      | 0    | 1     |
| 15.     | Szwajcaria      | 0     | 2      | 1    | 3     |
| 16.     | Dania           | 0     | 1      | 1    | 2     |
| 17.     | Austria         | 0     | 1      | 0    | 1     |
| 17.     | Białoruś        | 0     | 1      | 0    | 1     |
| 17.     | Bułgaria        | 0     | 1      | 0    | 1     |
| 17.     | Polska          | 0     | 1      | 0    | 1     |
| 21.     | Litwa           | 0     | 0      | 1    | 1     |
| Razem   | Razem           | 44    | 44     | 42   | 130   |

### Skoki do wody

#### Mężczyźni
| Konkurencja                   | Złoto                                        | Wynik  | Srebro                                         | Wynik  | Brąz                                            | Wynik  |
| Trampolina 1 m                | Patrick Hausding · Niemcy                    | 427,75 | Jack Laugher · Wielka Brytania                 | 402,90 | Giovanni Tocci · Włochy                         | 402,50 |
| Trampolina 3 m                | Jewgienij Kuzniecow · Rosja                  | 525,20 | Nikita Szlejcher · Rosja                       | 505,80 | Martin Wolfram · Niemcy                         | 484,65 |
| Trampolina 3 m synchronicznie | Niemcy · Patrick Hausding · Lars Rüdiger     | 426,78 | Rosja · Jewgienij Kuzniecow · Nikita Szlejcher | 415,47 | Ukraina · Ołeksandr Horszkowozow · Ołeh Kołodij | 409,92 |
| Wieża 10 m                    | Aleksandr Bondar · Rosja                     | 564,35 | Thomas Daley · Wielka Brytania                 | 533,30 | Wiktor Minibajew · Rosja                        | 530,05 |
| Wieża 10 m synchronicznie     | Wielka Brytania · Thomas Daley · Matthew Lee | 477,57 | Rosja · Aleksandr Bondar · Wiktor Minibajew    | 471,96 | Niemcy · Timo Barthel · Patrick Hausding        | 424,32 |

#### Kobiety
| Konkurencja                   | Złoto                                              | Wynik  | Srebro                                      | Wynik  | Brąz                                         | Wynik  |
| Trampolina 1 m                | Elena Bertocchi · Włochy                           | 259,90 | Michelle Heimberg · Niemcy                  | 255,55 | Chiara Pellacani · Włochy                    | 254,15 |
| Trampolina 3 m                | Tina Punzel · Niemcy                               | 330,85 | Chiara Pellacani · Włochy                   | 321,15 | Emma Gullstrand · Szwecja                    | 319,60 |
| Trampolina 3 m synchronicznie | Niemcy · Lena Hentschel · Tina Punzel              | 307,29 | Włochy · Elena Bertocchi · Chiara Pellacani | 307,20 | Rosja · Uljana Kliujewa · Witalija Koroljewa | 291,00 |
| Wieża 10 m                    | Anna Konanychina · Rosja                           | 365,25 | Julija Timoszynina · Rosja                  | 329,20 | Andrea Spendolini-Sirieix · Wielka Brytania  | 326,60 |
| Wieża 10 m synchronicznie     | Rosja · Jekatierina Bielajewa · Julija Timoszynina | 307,44 | Wielka Brytania · Eden Cheng · Lois Toulson | 290,58 | Ukraina · Ksenija Bajło · Sofija Łyskun      | 286,74 |

#### Konkurencje mieszane
| Konkurencja                   | Złoto                                                                                     | Wynik  | Srebro                                                                                           | Wynik  | Brąz                                                                        | Wynik  |
| Trampolina 3 m synchronicznie | Włochy · Chiara Pellacani · Matteo Santoro                                                | 300,69 | Wielka Brytania · Tina Punzel · Lou Massenberg                                                   | 294,27 | Rosja · Ilja Molczanow · Witalija Koroljewa                                 | 289,50 |
| Wieża 10 m synchronicznie     | Ukraina · Ksenija Bajło · Ołeksij Sereda                                                  | 325,68 | Wielka Brytania · Andrea Spendolini-Sirieix · Noah Williams                                      | 307,32 | Rosja · Jekatarina Beljajewa · Wiktor Minibajew                             | 302,58 |
| Drużynowo                     | Rosja · Kristina Iljinych · Jewgienij Kuzniecow · Jekatarina Beljajewa · Wiktor Minibajew | 431,80 | Włochy · Chiara Pellacani · Andreas Sargent Larsen · Sarah Jodoin Di Maria · Riccardo Giovannini | 428,00 | Niemcy · Tina Punzel · Patrick Hausding · Christina Wassen · Lou Massenberg | 421,00 |

#### Klasyfikacja medalowa
| Miejsce | Państwo         | Złoto | Srebro | Brąz | Razem |
| ------- | --------------- | ----- | ------ | ---- | ----- |
| 1.      | Rosja           | 5     | 4      | 4    | 13    |
| 2.      | Niemcy          | 4     | 1      | 3    | 8     |
| 3.      | Włochy          | 2     | 3      | 2    | 7     |
| 4.      | Wielka Brytania | 1     | 4      | 1    | 6     |
| 5.      | Ukraina         | 1     | 0      | 2    | 3     |
| 6.      | Szwajcaria      | 0     | 1      | 0    | 1     |
| 7.      | Szwecja         | 0     | 0      | 1    | 1     |
| Razem   | Razem           | 13    | 13     | 13   | 39    |

### Pływanie synchroniczne
| Konkurencja                | Złoto | Wynik   | Srebro | Wynik   | Brąz | Wynik   |
| Solo technicznie           | Marta Fiedina · Ukraina | 91,8445 | Evangelia Platanioti · Grecja | 89,2897 | Wasilina Chandoszka · Białoruś | 87,7173 |
| Solo dowolnie              | Warwara Subbotina · Rosja | 96,4333 | Marta Fiedina · Ukraina | 93,7000 | Evangelia Platanioti · Grecja | 90,8000 |
| Duety technicznie          | Rosja · Swietłana Kolesniczenko · Swietłana Romaszyna | 95,6705 | Ukraina · Marta Fiedina · Anastasija Sawczuk | 92,6188 | Austria · Anna-Maria Alexandri · Eirini-Marina Alexandri | 89,4592 |
| Duety dowolnie             | Rosja · Swietłana Kolesniczenko · Swietłana Romaszyna | 97,9000 | Ukraina · Marta Fiedina · Anastasija Sawczuk | 94,3333 | Austria · Anna-Maria Alexandri · Eirini-Marina Alexandri | 90,8667 |
| Zespół technicznie         | Rosja · Włada Czigiriowa · Marina Goladkina · Wieronika Kalinina · Swietłana Kolesniczenko · Polina Komar · Swietłana Romaszyna · Ałła Szyszkina · Marija Szuroczkina                                             | 95,6705 | Ukraina · Maryna Ałeksijewa · Władysława Ałeksijewa · Marta Fiedina · Kateryna Reznyk · Anastasija Sawczuk · Alina Szynkarenko · Ksenija Sydorenko · Jełyzaweta Jachno                                             | 92,9320 | Hiszpania · Ona Carbonell · Berta Ferreras · Meritxell Mas · Alisa Ozhogina · Paula Ramírez · Sara Saldaña · Iris Tió · Blanca Toledano                                                                   | 89,7700 |
| Zespół dowolnie            | Ukraina · Maryna Ałeksijewa · Władysława Ałeksijewa · Marta Fiedina · Kateryna Reznyk · Anastasija Sawczuk · Alina Szynkarenko · Ksenija Sydorenko · Jełyzaweta Jachno                                            | 95,0667 | Hiszpania · Abril Conesa · Berta Ferreras · Meritxell Mas · Alisa Ozhogina · Paula Ramírez · Sara Saldaña · Iris Tió · Blanca Toledano                                                                             | 91,2333 | Izrael · Eden Blecher · Shelly Bobritsky · Maya Dorf · Noy Gazala · Catherine Kunin · Nikol Nahshonov · Ariel Nassee · Polina Prikazchikova                                                               | 86,8000 |
| Kombinacja dowolnie        | Ukraina · Maryna Ałeksijewa · Władysława Ałeksijewa · Ołesia Derewjanczenko · Marta Fiedina · Weronika Hryszko · Kateryna Reznyk · Anastasija Sawczuk · Alina Szynkarenko · Ksenija Sydorenko · Jełyzaweta Jachno | 94,7000 | Grecja · Maria Alzigkouzi Kominea · Eleni Deligianni · Eleni Fragkaki · Krystalenia Gialama · Pinelopi Karamesiou · Zoi Karangelou · Danai Kariori · Andriana Misikevych · Georgia Vasilopoulou · Violeta Zouzouni | 89,1000 | Białoruś · Wiera Buciel · Marharyta Kiryluk · Hanna Kucun · Jana Kudzina · Ksienija Kulaszowa · Anastasija Nawasioława · Waleryja Puz · Anastasija Suwaława · Ksienija Traceŭskaja · Alaksandra Wysockaja | 86,0667 |
| Program akrobatyczny       | Ukraina · Maryna Ałeksijewa · Władysława Ałeksijewa · Marta Fiedina · Weronika Hryszko · Anna Nosowa · Kateryna Reznyk · Anastasija Sawczuk · Alina Szynkarenko · Ksenija Sydorenko · Jełyzaweta Jachno           | 95,3000 | Białoruś · Wiera Buciel · Marharyta Kiryluk · Hanna Kucun · Jana Kudzina · Ksienija Kulaszowa · Anastasija Nawasioława · Waleryja Puz · Anastasija Suwaława · Ksienija Traceŭskaja · Alaksandra Wysockaja          | 86,5667 | Węgry · Niké Barta · Katalin Csilling · Linda Farkas · Boglárka Gács · Lilien Götz · Hanna Hatala · Szabina Hungler · Adelin Regényi · Luca Rényi · Anna Viktória Szabó                                   | 79,1000 |
| Duety mieszane technicznie | Rosja · Majja Gurbanbierdijewa · Aleksandr Malcew | 91,7963 | Hiszpania · Emma García · Pau Ribes | 84,8697 | Włochy · Isotta Sportelli · Nicolò Ogliari | 77,4281 |
| Duety mieszane dowolnie    | Rosja · Olesja Platonowa · Aleksandr Malcew | 93,9333 | Hiszpania · Emma García · Pau Ribes | 86,5333 | Włochy · Isotta Sportelli · Nicolò Ogliari | 81,8667 |

#### Tabela medalowa
| Miejsce | Państwo   | Złoto | Srebro | Brąz | Razem |
| ------- | --------- | ----- | ------ | ---- | ----- |
| 1.      | Rosja     | 6     | 0      | 0    | 6     |
| 2.      | Ukraina   | 4     | 4      | 0    | 8     |
| 3.      | Hiszpania | 0     | 3      | 1    | 4     |
| 4.      | Grecja    | 0     | 2      | 1    | 3     |
| 5.      | Białoruś  | 0     | 1      | 2    | 3     |
| 6.      | Austria   | 0     | 0      | 2    | 2     |
| 6.      | Włochy    | 0     | 0      | 2    | 2     |
| 8.      | Izrael    | 0     | 0      | 1    | 1     |
| 8.      | Węgry     | 0     | 0      | 1    | 1     |
| Razem   | Razem     | 10    | 10     | 10   | 30    |

### Pływanie na otwartym akwenie

#### Mężczyźni
| Konkurencja | Złoto                         | Czas      | Srebro                         | Czas      | Brąz                       | Czas      |
| 5 km        | Gregorio Paltrinieri · Włochy | 55:43,3   | Marc-Antoine Olivier · Francja | 55:45,1   | Dario Verani · Włochy      | 55:46,6   |
| 10 km       | Gregorio Paltrinieri · Włochy | 1:51:30,6 | Marc-Antoine Olivier · Francja | 1:51:41,7 | Florian Wellbrock · Niemcy | 1:51:42,0 |
| 25 km       | Axel Reymond · Francja        | 4:35:59,8 | Matteo Furlan · Włochy         | 4:36:05,1 | Kiriłł Abrosimow · Rosja   | 4:36:06,2 |

#### Kobiety
| Konkurencja | Złoto                            | Czas      | Srebro                         | Czas      | Brąz                       | Czas      |
| 5 km        | Sharon van Rouwendaal · Holandia | 58:45,2   | Giulia Gabbrielleschi · Włochy | 58:49,3   | Océane Cassignol · Francja | 58:51,4   |
| 10 km       | Sharon van Rouwendaal · Holandia | 1:59:12,7 | Anna Olasz · Węgry             | 1:59:13,0 | Rachele Bruni · Włochy     | 1:59:15,1 |
| 25 km       | Lea Boy · Niemcy                 | 4:53:57,0 | Lara Grangeon · Francja        | 4:54:58,4 | Barbara Pozzobon · Włochy  | 4:54:58,7 |

#### Konkurencje mieszane
| Konkurencja    | Złoto                                                                                     | Czas    | Srebro                                                           | Czas    | Brąz                                                                  | Czas    |
| 5 km drużynowo | Włochy · Rachele Bruni · Giulia Gabbrielleschi · Gregorio Paltrinieri · Domenico Acerenza | 54:09,0 | Niemcy · Lea Boy · Leonie Beck · Rob Muffels · Florian Wellbrock | 54:18,0 | Węgry · Réka Rohács · Anna Olasz · Dávid Betlehem · Kristóf Rasovszky | 54:18,5 |

#### Klasyfikacja medalowa
| Miejsce | Państwo  | Złoto | Srebro | Brąz | Razem |
| ------- | -------- | ----- | ------ | ---- | ----- |
| 1.      | Włochy   | 3     | 2      | 3    | 8     |
| 2.      | Holandia | 2     | 0      | 0    | 2     |
| 3.      | Francja  | 1     | 3      | 1    | 5     |
| 4.      | Niemcy   | 1     | 1      | 1    | 3     |
| 5.      | Węgry    | 0     | 1      | 1    | 2     |
| 6.      | Rosja    | 0     | 0      | 1    | 1     |
| Razem   | Razem    | 7     | 7      | 7    | 21    |